# 民主生活会
民主生活会是中国共产党的一种内部会议，主要指在各級黨小組或黨支部內以相互交流、相互批評和自我批評的形式，實現黨內民主的一種活動。1990年，中共中央開始要求縣以上黨組織、尤其是主要負責人，要認真開好民主生活會。1997年，中紀委和中組部就如何提高民主生活會品質問題，作出新的規定。2000年，中紀委和中組部印發《關於改進縣以上黨和國家機關黨員領導幹部民主生活會的若干意見》，對中共的民主生活會制度做出了新的調整和規定。

## 历史
1987年，中共中央总书记胡耀邦在针对他的民主生活会后辞职。
2013年9月，中共中央总书记习近平在河北省开始了习李政府任上的民主生活会。邓聿文、Dexter Roberts等评论认为，习近平的民主生活会是对毛泽东式整风运动的一种重现。
2020年12月24日至25日，中共中央政治局召开民主生活会，审议《关于2020年中央政治局贯彻执行中央八项规定情况的报告》和《关于持续解决形式主义问题深化拓展基层减负工作情况的报告》。

## 类似制度
红色高棉拥有类似民主生活会的制度，即以自我批评为形式的政治活动。